# La Guérilléra
Pour plus de détails, voir Fiche technique et Distribution.
La Guérillera est un film français réalisé par Pierre Kast, sorti en 1982.

## Fiche technique
- Titre original : La Guérilléra
- Réalisateur : Pierre Kast
- Scénariste : Pierre Kast et Antonio Tarruella
- Producteurs : Antonio Vaz Da Silva, Jean-Loup Puzenat
- Musique du film :  Maurice Leroux
- Directeur de la photographie : Franco Delli Colli (it)
- Montage :  Kenout Peltier
- Direction artistique : Luciano Arroyo
- Décorateur de plateau :  Luciano Arroyo
- Création des costumes : Guy Godefroy
- Coordinateur des cascades : Juan Maján
- Sociétés de production :  France Régions 3 Films Production, Ibercine S.A., Idi Coop., Les Films des deux mondes
- Pays d'origine :  France
- Genre : guerre
- Durée : 97 minutes
- Date de sortie :
  - France : 5 mai 1982

## Distribution
- Agostina Belli : Catarina
- Jean-Pierre Cassel : Coronel Larzac
- Victoria Abril : Bárbara Périsson
- Maurice Ronet : Brutus
- Alexandra Stewart : Alexandrine Béraud
- Georges Géret : le maréchal
- Sérgio Godinho : Antonio
- Jacques Serres : Jacques Léveillé
- Rita Pavaô : Rita
- Alexandre de Sousa : le lieutenant Leterrier
- Guido Alberti : Joao Bernardo
- Diogo Dória